# Shorewood (Illinois)
Shorewood és una població dels Estats Units a l'estat d'Illinois. Segons el cens del 2008 est. tenia 15.521 habitants.

## Demografia
Segons el cens del 2000, Shorewood tenia 7.686 habitants, 2.565 habitatges, i 2.146 famílies. La densitat de població era de 762,9 habitants/km².
Dels 2.565 habitatges en un 43,5% hi vivien nens de menys de 18 anys, en un 73,2% hi vivien parelles casades, en un 7,3% dones solteres, i en un 16,3% no eren unitats familiars. En el 13,5% dels habitatges hi vivien persones soles el 3,4% de les quals corresponia a persones de 65 anys o més que vivien soles. El nombre mitjà de persones vivint en cada habitatge era de 3 i el nombre mitjà de persones que vivien en cada família era de 3,3.
Per edats la població es repartia de la següent manera: un 29,8% tenia menys de 18 anys, un 6,8% entre 18 i 24, un 30,4% entre 25 i 44, un 26,8% de 45 a 60 i un 6,1% 65 anys o més.
L'edat mediana era de 36 anys. Per cada 100 dones de 18 o més anys hi havia 96 homes.
La renda mediana per habitatge era de 76.842 $ i la renda mediana per família de 81.759 $. Els homes tenien una renda mediana de 56.935 $ mentre que les dones 32.336 $. La renda per capita de la població era de 28.199 $. Aproximadament l'1,1% de les famílies i el 2% de la població estaven per davall del llindar de pobresa.

## Poblacions més properes
El següent diagrama mostra les poblacions més properes.